# Неогублений голосний переднього ряду високого підняття
Неогу́блений голосни́й пере́днього ря́ду висо́кого підня́ття — один з голосних звуків, перший з основних голосних звуків. Також відомий як неогу́блений закри́тий пере́дній голосни́й. В українському письмі позначається літерою і.
- У Міжнародному фонетичному алфавіті позначається як [i].
- У Розширеному фонетичному алфавіті SAM позначається також як [i].

## Властивості
- Підняття язикової спинки — високе, тобто язик підіймається якнайвище, де ще не утворюється звуження властиве приголосним.
- Ряд — передній, тобто язик перебуває якнайпередніше, де ще не утворюється звуження властиве приголосним.
- Огублення — неогублений, тобто губи розтягнуті.

## В українській мові

### Сучасність
У сучасній українській мові для позначення цього звука використовують літеру «і». У давньоукраїнській писемності для його позначення використовували «и» та «і», а в староукраїнській — «ѣ». У правописі Максимовича для позначення [і] із [o] у закритому складі використовувалася літера «о» з «дашком».

### Історія
Звук [і] існував у праслов'янській мові, де він може мати різне походження: від праіндоєвропейського ī, від праіндоєвропейських дифтонгів ei̯ і oi̯. У більшості українських діалектів надалі він злився з [ɨ] в новий звук [ɪ]. Але потім виник новий [і] — з праслов'янських *o, *e в новозакритому складі, рідше з *ǫ, *u в тій же позиції. Надалі в [і] перейшов і праслов'янський [ě]. Слід мати на увазі, що сучасний звук [і], який стоїть на місці праслов'янського *i (лебіді, ночі, синові при д.-рус. лебѣди, ночи, сынови), ймовірніше за все, походить не від нього, а від [ě] («ятя») — там він з'явився за аналогією. Йотований [і] (д.-рус. строити, стоить, прасл. strojiti, stojitь) зберіг свою вимову і зараз передається літерою «ї»: строїти, стоїть.
Таким чином, в українській мові звук [і] може мати різне походження: 1) із закритих праслов'янських *o, *e (віз, лід), рідше із *ǫ, *u (діброва, заміж, огірок); 2) з праслов'янського *ě, «ятя», в тому числі з «нового» (віра, камінь) і «ятя», що з'явився за аналогією; 3) від протетичного «і» (іржа); 4) від йотованого [і]; 5) у запозиченнях з інших мов (мінута, фігура).
У давньоруській мові до злиття звуків [і] і [ɨ] для позначення першого використовували кириличні «и», «і». У староукраїнській мові — літеру «ѣ» («ять»): наприклад, мѣнута, фѣґура.
Для позначення голосного з праслов'янських *o, *e в новозакритому складі та давнього початкового *i літера «і» використовується, починаючи з «Грамматики малороссійскаго нарічія» О. П. Павловського (1818).
Для позначення звука [і] з «ѣ» літеру «і» вперше використано в правописі Гатцука. Ця заміна стала правилом для всіх подальших правописних систем.

## Короткий неогублений закритий передній голосний
- Звук [i] може вимовлятися коротко — у такому разі його можуть позначати як [ĭ], споряджуючи символ бревісом.
- У транскрипції праслов'янської мови символ ĭ можуть використовувати замість символа ь — для позначення особливого редукованого, надкороткого голосного.